# 罗马第三大学
罗马第三大学 (義大利語：Università degli Studi Roma Tre)，是一所位于意大利罗马的公立大学。

## 历史
始建于1992年，由意大利公共教育部在罗马大学的诸位教授倡议下亲手创建，学校拥有8个学院和32个系。目前学校提供54个本科生项目，75个研究生项目和5个博士生项目，是罗马的第二大拥有在校学生数量的学校，也是意大利最大的研究机构之一。